# Pont d'Iéna
Pour les articles homonymes, voir Iéna (homonymie).
Le pont d'Iéna est un pont parisien franchissant la Seine. Le pont est réservé aux piétons et cyclistes depuis les Jeux olympiques de 2024.
Il fait l’objet d’une inscription au titre des monuments historiques depuis le 12 juin 1975.

## Situation et accès
Le pont d’Iéna relie la tour Eiffel au Trocadéro. Sur la rive droite, il donne accès à l'avenue de New-York. Sur la rive gauche, il sépare le port de La Bourdonnais du port de Suffren et croise le quai Jacques-Chirac, au niveau de l'esplanade des Ouvriers-de-la-Tour-Eiffel.
Ce site est desservi par la station de métro Trocadéro.

## Origine du nom
Ce pont a été baptisé en l'honneur de la victoire d'Iéna en date du 14 octobre 1806, qui opposa les armées Napoléoniennes aux forces prussiennes.

## Historique
L'empereur Napoléon Ier fit construire un pont faisant face à l’École militaire et le baptisa, par un décret daté de Varsovie en 1807, du nom de la bataille d'Iéna en lieu et place des propositions initialement envisagées : « pont du Champ-de-Mars » ou « pont de l'École-Militaire ».
Sa construction est permise par le comblement en 1812 du chenal qui séparait l'île des Cygnes de la terre ferme du quartier du Gros-Caillou, comprenant la partie du Champ-de-Mars où est établie la tour Eiffel.
Le pont était destiné à relier la colline de Chaillot, où la construction du palais du roi de Rome était projetée sur la rive droite au Champ-de-Mars et aux bâtiments des Archives et de l'Université également en projet sur la rive gauche sur le territoire compris entre les actuels quai Branly, avenue Rapp, rue de l'Université et avenue Bosquet. Ces projets sont abandonnés à la chute de l'Empire.

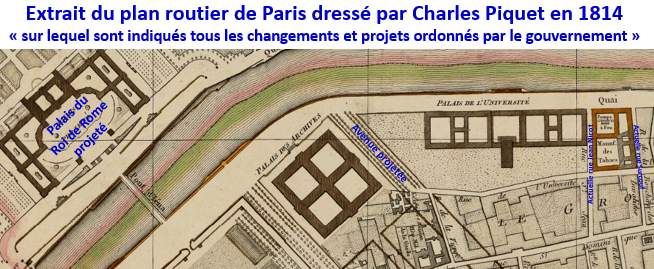
Projet pour le quartier de Gros Caillou en 1814.

Sa construction, d'abord confiée à Jacques Dillon, disparu prématurément, échut à l'ingénieur Corneille Lamandé et s'étala de 1808 à 1814, les travaux étant exécutés par l'entrepreneur poitevin Zacharie Guillé dit Galland.
En 1815, lors de la seconde occupation de Paris par les puissances alliées, le maréchal Blücher voulut détruire le pont d'Iéna. Malgré l'intervention, de Louis XVIII, de Talleyrand et de Gouviont-Saint-Cyr auprès du roi de Prusse, le maréchal refusa de renoncer à son projet et l'intervention du tsar en personne fut nécessaire pour lui faire entendre raison, le tsar Alexandre menaçant de se rendre sur le pont pour empêcher cet acte de vandalisme. L'ouvrage fut finalement sauvé et rebaptisé « pont de l'École-Militaire ». On fit également disparaître les aigles qui le décoraient. Il ne recouvrira son nom et ses atours que sous le règne de Louis-Philippe.
En 1853, quatre sculptures sont mises en place aux extrémités du pont :
- rive gauche :
  - un Cavalier gaulois par Auguste Préault ;
  - un Cavalier romain par Louis-Joseph Daumas ;
- rive droite :
  - un Cavalier arabe par Jean-Jacques Feuchère ;
  - un Cavalier grec par François Théodore Devaulx.

Le pont est couvert lors de l'exposition universelle de 1889.
Durant l'Exposition universelle de 1900, il était réservé à l'usage de l'exposition, la circulation de la ville étant détournée vers d'autres voies, et il fut élargi à 24 mètres à cette occasion par l'adjonction de passerelles métalliques reposant sur les piles originales (Jean Résal et Lion pour le dessin, Daydé & Pillé pour la réalisation). Trop fragiles pour la circulation, elles ne supportaient que des trottoirs élargis. Sur une carte postale de 1906, la chaussée a été rétrécie, et, sur une autre de 1907, les ailes semblent condamnées par des rambardes métalliques. On trouve trace de cet élargissement au moins jusqu'en 1913 (survol par le dirigeable La République).
L'élargissement provisoire a été détruit vers 1920, comme l'atteste la carte postale ci-dessous, de 1923.
En 1935, le pont fut réélargi ensuite de 14 à environ 35 mètres en prévision de l'Exposition universelle de 1937 par l'adjonction de deux éléments de béton de part et d'autre de la structure initiale (chacune des anciennes piles est renforcée par ajout d'une pile en amont et d'une pile en aval).
D'une longueur de 155 mètres, l'ouvrage présente 5 arches de 28 mètres en arc de cercle, quatre piles intermédiaires et des tympans sont décorés d'aigles impériales dessinées par le Lyonnais François-Frédéric Lemot et sculptés par Jean-François Mouret.
En vue des Jeux olympiques d'été de 2024, la majorité de la maire PS Anne Hidalgo présente un projet d'« amphithéâtre végétal » pour la place du Trocadéro, dans le cadre d'un réaménagement du quartier allant jusqu'à la tour Eiffel et proposant la piétonnisation du pont d'Iéna et la transformation du croisement avec le quai Jacques-Chirac en promenade plantée. Malgré l'opposition des participants à une consultation publique et celle d'élus LR, LREM et LFI, le Conseil de Paris adopte le projet en février 2022. Mais le préfet de police de Paris y met son met son veto, arguant des « reports de circulation importants » et une difficulté d'accès pour les secours qui pourraient s'ensuivre ; les recours de la ville de Paris sont rejetés par la justice en octobre 2022 et en avril 2023. En février 2024, Anne Hidalgo annonce toutefois vouloir relancer les négociations sur ce projet après les JO. En septembre 2024, la municipalité publie un arrêté interdisant définitivement la circulation motorisée sur le pont.
Début 2024, les quatre statues du pont sont rénovées.

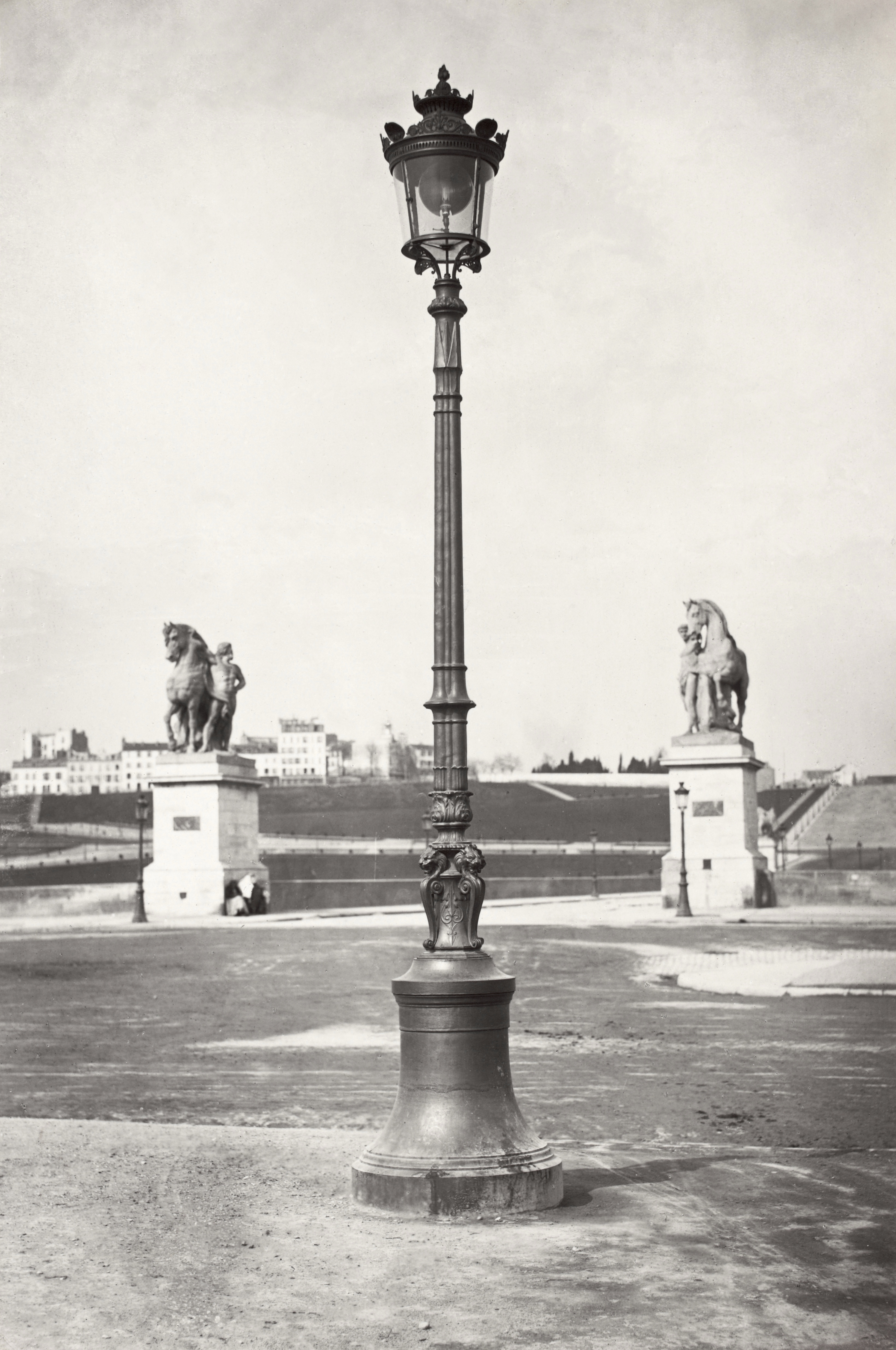
En 1878, les cavaliers gaulois et romain sont présents.
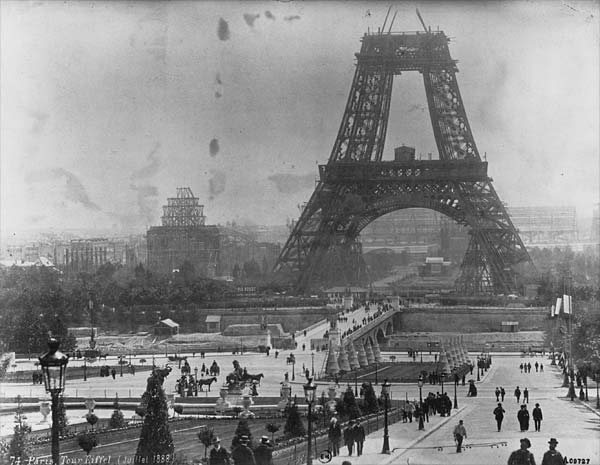
Pendant la construction de la tour Eiffel.
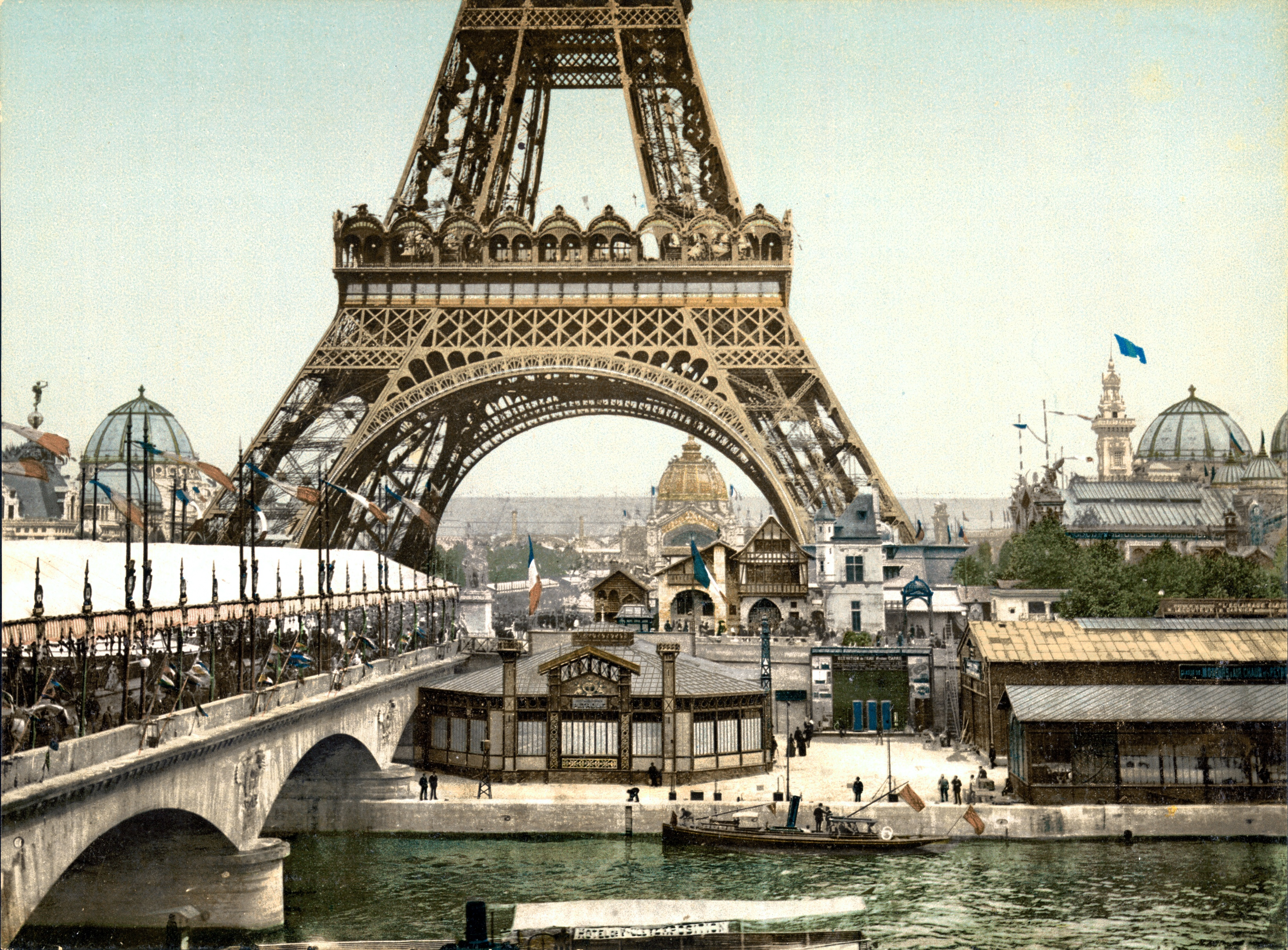
Durant l'Exposition universelle de 1889.
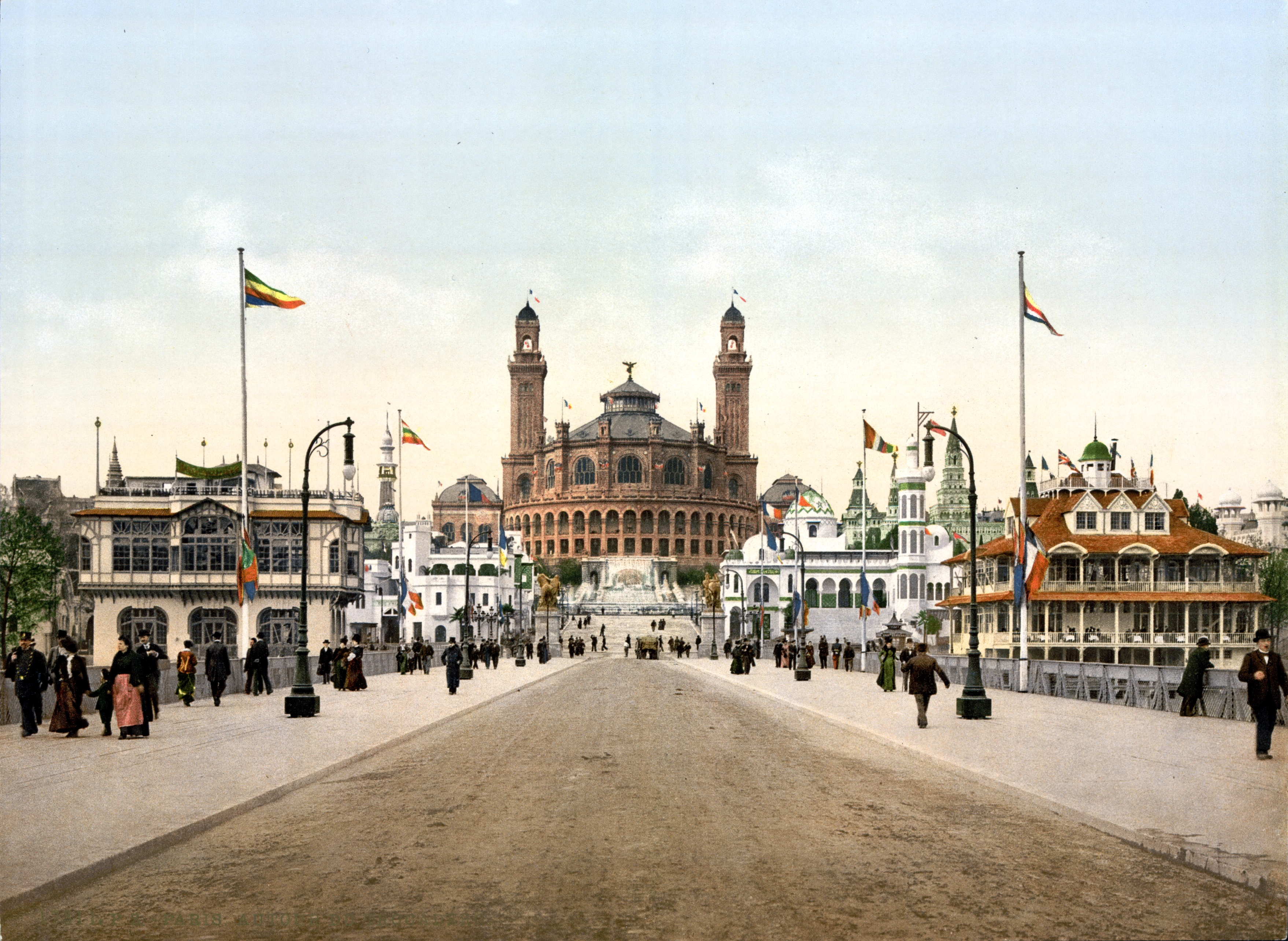
Durant l'Exposition universelle de 1900.
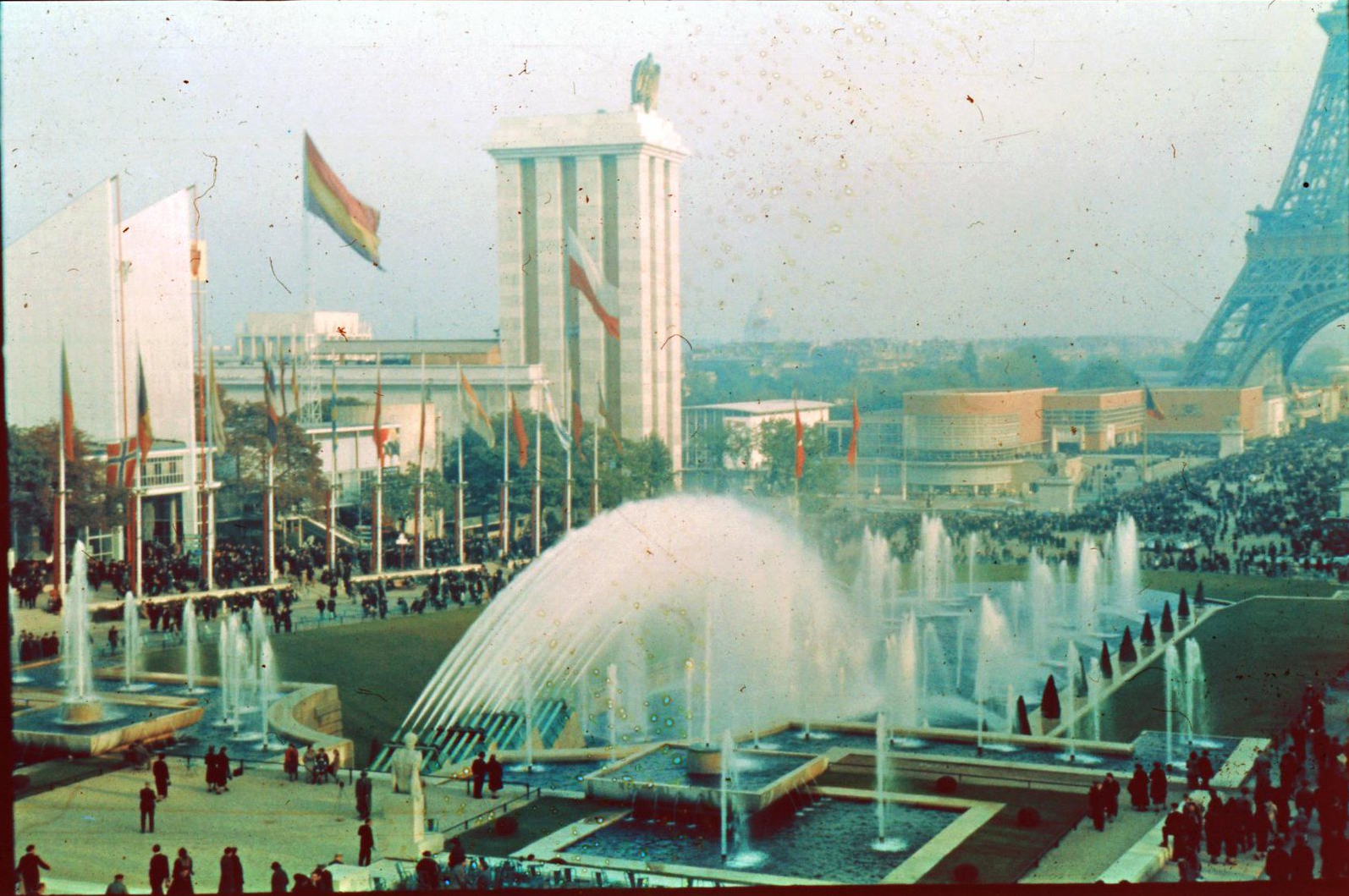
Durant l'Exposition universelle de 1937.
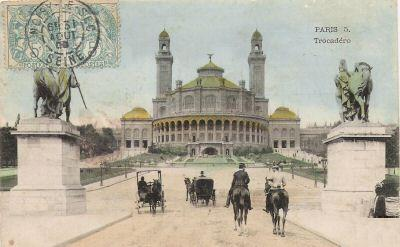
En 1905.
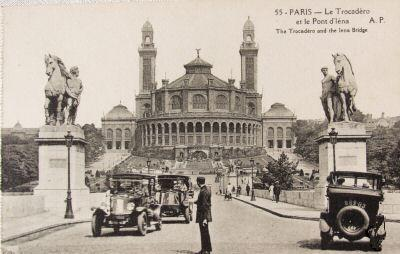
Vue prise en 1923 a minima.
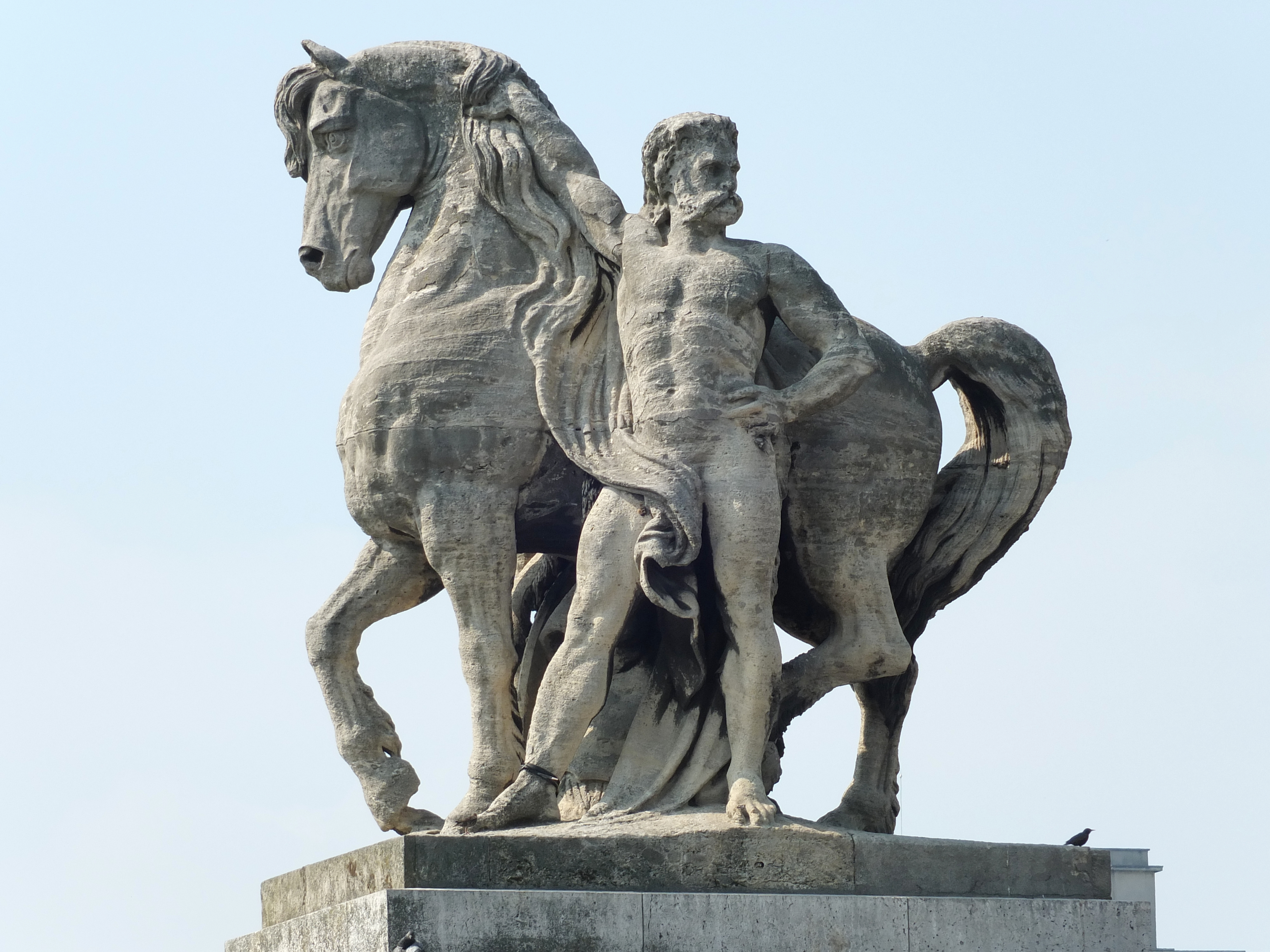
Auguste Préault, Cavalier gaulois (1853).
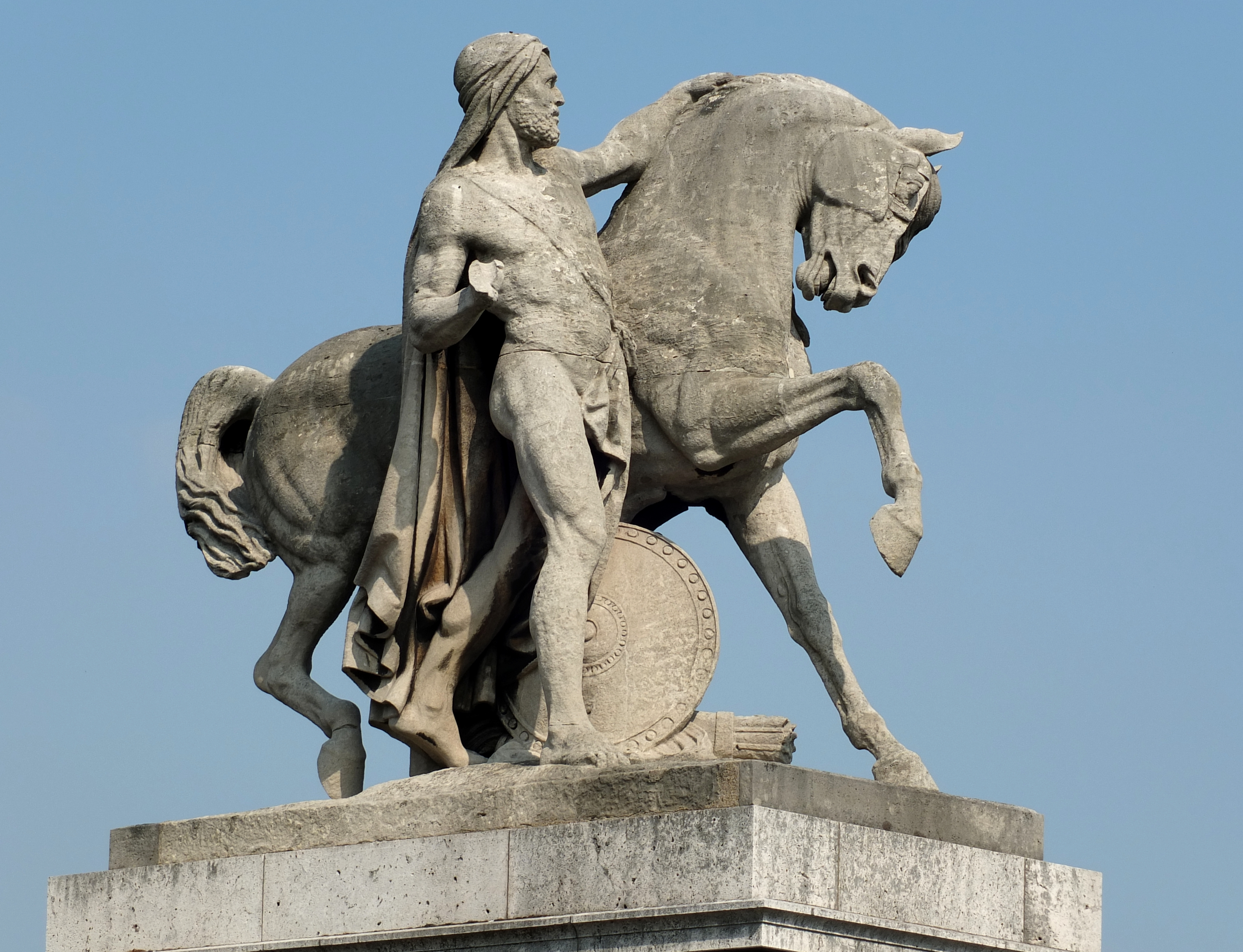
Jean-Jacques Feuchère, Cavalier arabe (1853).
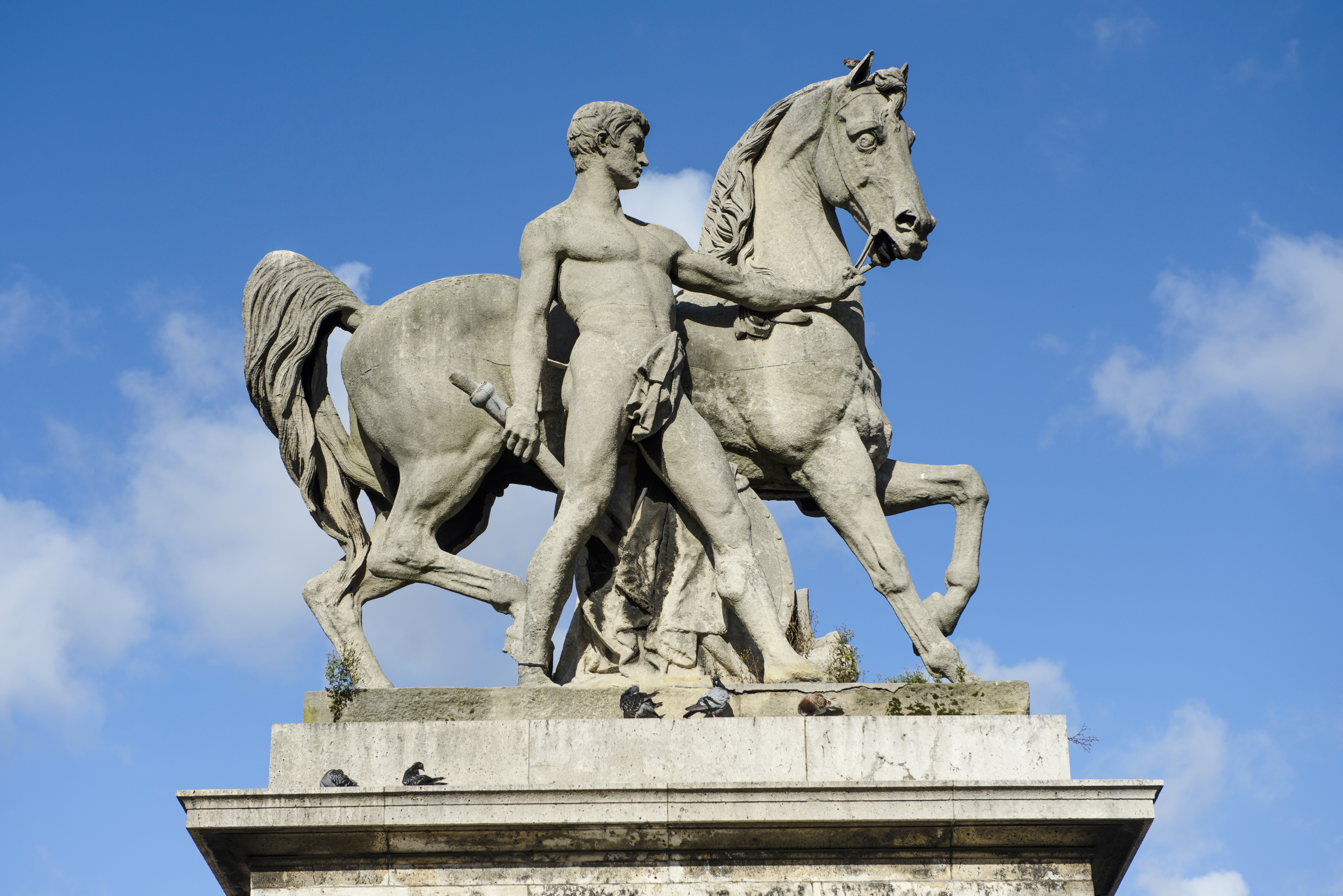
Louis-Joseph Daumas, Cavalier romain (1853).
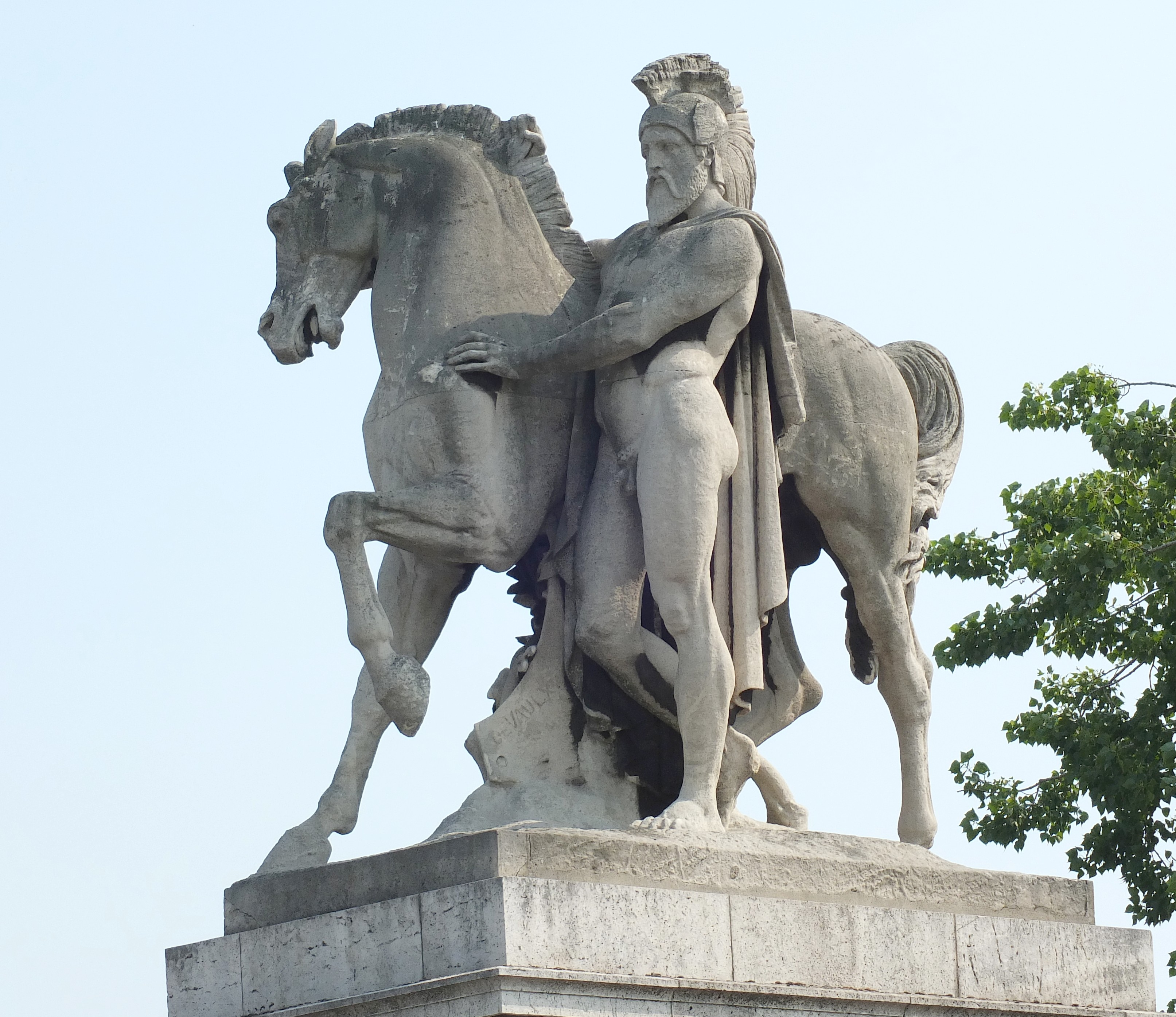
François Théodore Devaulx, Cavalier grec (1853).
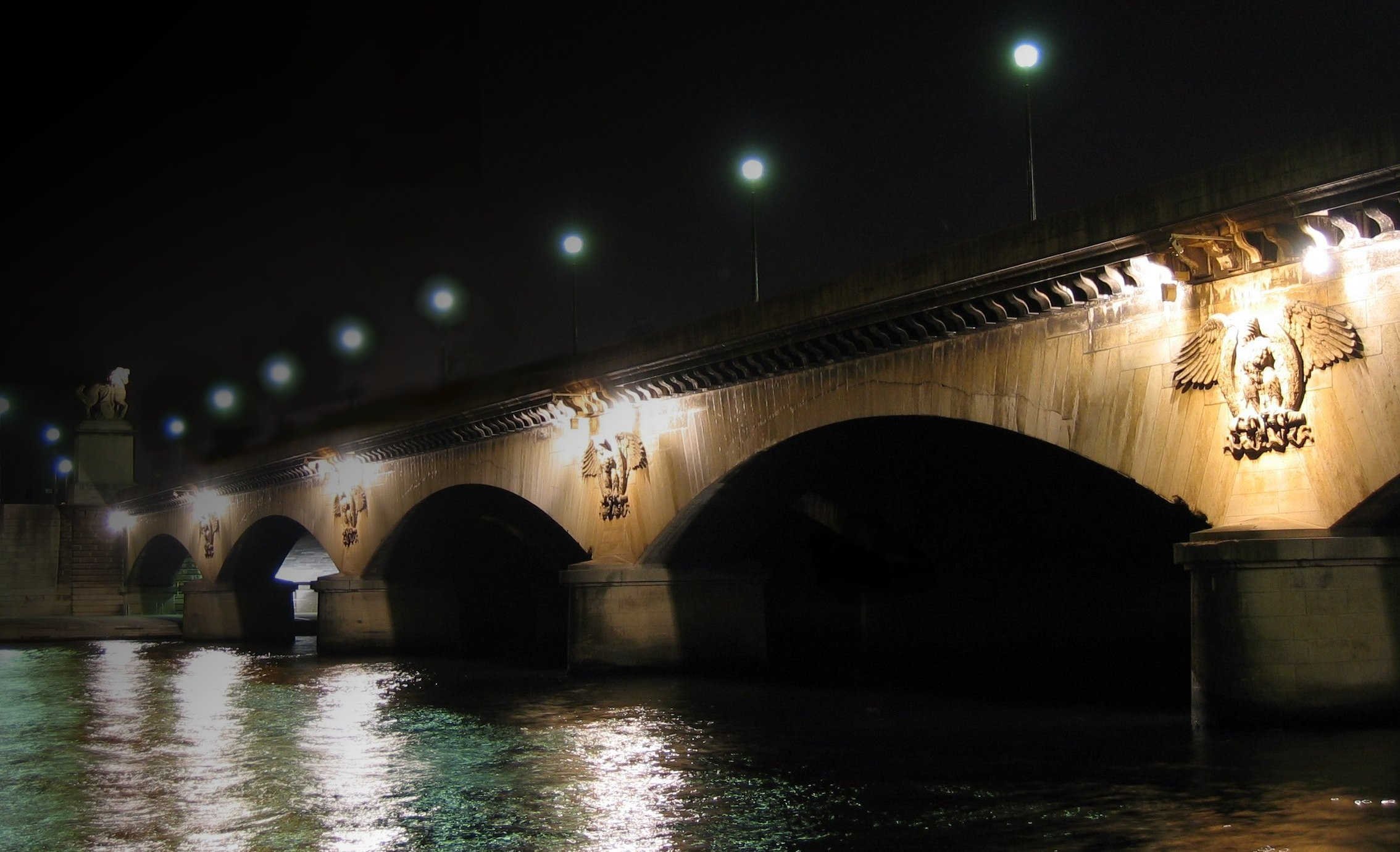
Le pont d’Iéna de nuit.
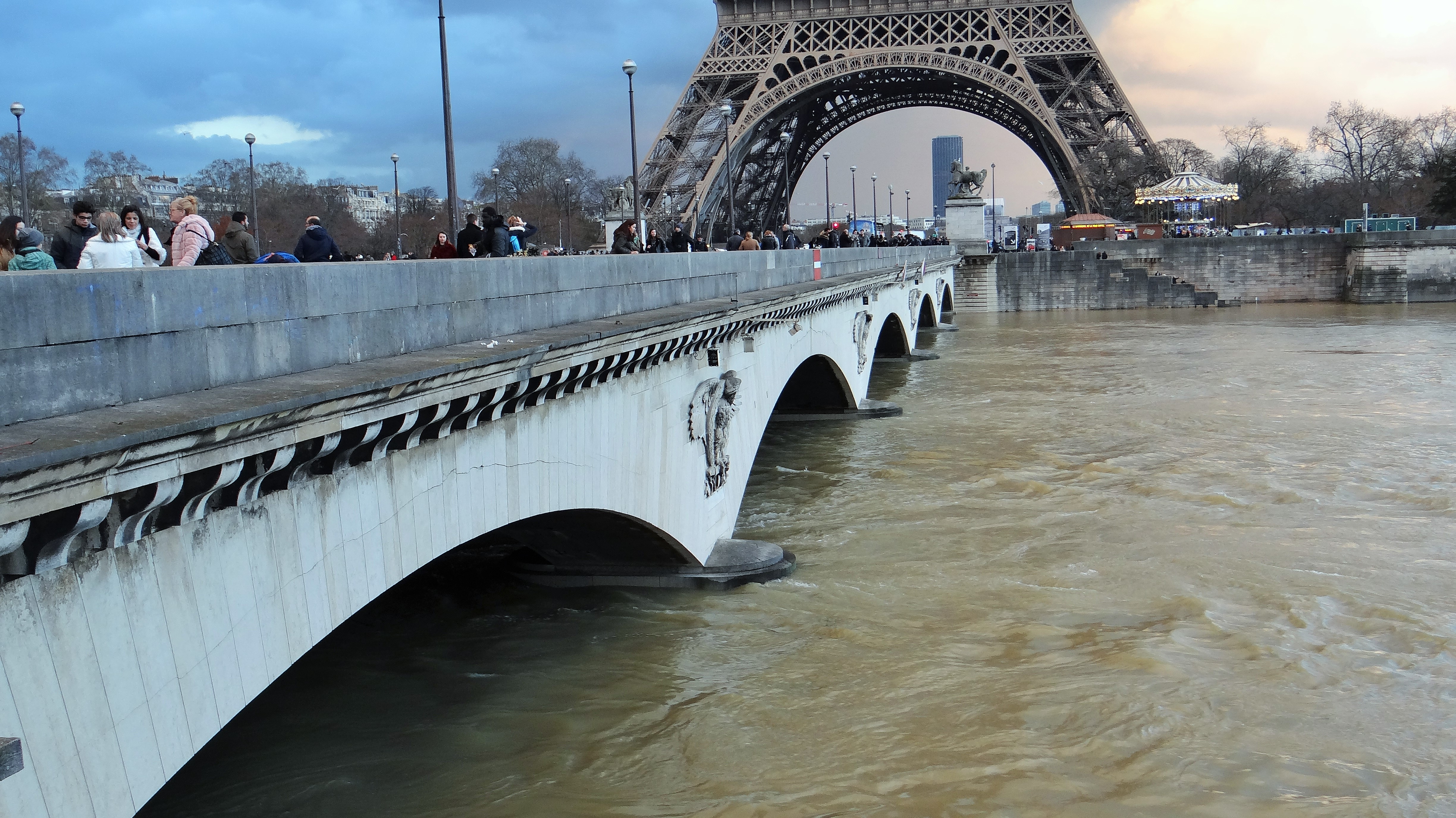
Crue de la Seine, janvier 2018.